# BD+12 1917
Désignations
BD+12°1917, aussi désignée SAND 364, est une étoile géante rouge de l'amas ouvert M67, dans la constellation zodiacale du Cancer. D'une magnitude apparente visuelle de 9,8, elle n'est pas observable à l'œil nu. Elle est distante d'environ ∼ 2 730 a.l. (∼ 837 pc) de la Terre, d'après les mesures de parallaxe effectuées par le satellite Gaia, et elle s'éloigne de nous selon une vitesse radiale de +33,92 km/s.

## Caractéristiques
BD+12°1917 est une étoile géante orangée de type spectral K3III. Elle est 1,35 fois plus massive que le Soleil et lorsqu'elle a évolué pour devenir une géante, elle s'est étendue jusqu'à atteindre environ 18 fois le rayon du Soleil. Elle est approximativement 118 fois plus lumineuse que le Soleil et sa température de surface est de 4 284 K. Sa métallicité, autrement dit son abondance des éléments plus lourds que l'hélium, est similaire à celle du Soleil,.

## Système planétaire
Cette étoile est l'objet primaire d'un système planétaire dont l'unique objet secondaire connu à ce jour (mai 2015) est BD+12 1917 b (SAND 364 b), une planète confirmée. Celle-ci a été détectée grâce à HARPS, le spectrographe-échelle équipant le télescope de 3,6 mètres de l'Observatoire européen austral à La Silla au Chili. Sa découverte a été annoncée le 15 janvier 2014 par un communiqué de presse de l'Observatoire européen austral.

#### ÉtoileBD+12 1917(SAND 364)
- (en) NGC 2682 Sand 364 sur la base de données NASA Exoplanet Archive du NASA Exoplanet Science Institute
- (en) BD+12 1917 sur la base de données Simbad du Centre de données astronomiques de Strasbourg.
- (en) BD+12 1917, MMJ 6470, FBC 1377, GSC 00813-02344, 2MASS J08495682+1141329, TYC 813-2344-1 et UCAC2 35931442 sur la base de catalogues VizieR du Centre de données astronomiques de Strasbourg

#### PlanèteBD+12 1917 b(SAND 364 b)
- (en) M 67 SAND 364 b sur la base de données Exoplanet Data Explorer
- (en) SAND 364 b sur L'Encyclopédie des planètes extrasolaires de l'Observatoire de Paris.
- (en) NGC 2682 Sand 364 b sur la base de données NASA Exoplanet Archive du NASA Exoplanet Science Institute
- (en) SAND364b sur la base de données Simbad du Centre de données astronomiques de Strasbourg.